# Карьер (фильм)
«Карьер» — советский фильм режиссёра Николая Скуйбина, военная драма по одноимённой повести Василя Быкова.

## Сюжет
1941 год, Белоруссия. Раненый офицер Красной армии Алексей Агеев с помощью партизан добирается до деревни и поселяется в сарае у попадьи Варвары Барановской. Чтобы не вызвать подозрений у немцев и полиции, она выдаёт его за своего сына-сапожника. Тем временем местный полицай Дрозденко, узнав о появлении подозрительного «сына» попадьи, вынуждает Агеева дать подписку о секретном сотрудничестве, угрожая в случае отказа отправить его в лагерь для военнопленных.
После отъезда Барановской у Агеева тайно поселяется городская девушка Мария, скрывающаяся от домогательств Дрозденко. Молодые люди проникаются симпатией друг к другу. Партизаны, с которыми держит связь Агеев, оставляют ему взрывчатку, чтобы позже переправить её на станцию. Встревоженная долгим отсутствием связного, Мария решает сама отправиться на станцию и оказывается в руках полиции. Вскоре арестовывают и Агеева, во время очной ставки у Дрозденко он в последний раз видит Марию. После пыток и избиений Агеева вместе с захваченными партизанами вывозят на расстрел на край карьера, но ему чудом удаётся спастись.
Прошло много лет, Агеев не оставляет надежды узнать хоть что-то о судьбе Марии. Однажды в поезде, по пути к тому самому карьеру, постаревший Агеев случайно сталкивается с Дрозденко…

## В ролях
| Актёр             | Роль                      |
| ----------------- | ------------------------- |
| Игорь Бочкин      | Алексей Агеев в молодости |
| Юрий Ступаков     | Алексей Агеев в старости  |
| Светлана Копылова | Мария                     |
| Ольга Волкова     | Барановская               |
| Лев Борисов       | Семён                     |
| Мария Полицеймако | Евсеевна                  |
| Сергей Быстрицкий | Молокович                 |
| Антон Резников    | Кисляков                  |
| Петр Балабанов    | Зыль                      |
| Владимир Князев   | Дрозденко                 |
| Игорь Козлов      | сын Агеева                |
| Михаил Глузский   | читает текст от автора    |

## Съёмочная группа
- Автор сценария: Эдуард Володарский
- Режиссёр: Николай Скуйбин
- Оператор: Валерий Шувалов
- Композитор: Владислав Шуть